# Siebenbürgen-sakserne
Siebenbürgen-sakserne eller  Transsylvanske saksere (tysk: Siebenbürger Sachsen; ungarsk: Erdélyi szászok; rumænske: Sași) er et folkeslag med tysk baggrund som bosatte sig i Transsylvanien (Siebenbürgen) i 1100-tallet og senere. Koloniseringen af Transsylvanien begyndte under kong Géza 2. af Ungarn (1141 - 1162). Årsagen til migrationen var, at man skulle forsvare Kongeriget Ungarns sydøstlige grænse. Koloniseringen fortsatte til 1200-tallets slutning. Flertallet af tyskerne kom fra den vestlige del af det Tysk-romerske rige og talte den tyske dialekt frankisk og blev generelt kaldte saksere, fordi de var tyskere, som arbejdede for Ungarns kansler. Og meget på grund af deres historie havde Saksere privilegeret status blandt Ungarns adel. 
Efter 1918, da Trianon-traktaten blev undertegnet og Transsylvanien blev en del af Rumænien, blev Siebenbürgen-sakserne sammen med alle andre tysktalende folk i Rumænien en del af tyskrumænerne. Efter anden verdenskrig er antallet af Siebenbürgen-sakserne reduceret og flertallet er flyttet til Østrig og Tyskland, men nogle er også flyttet til USA. Der er nu  meget få Siebenbürgen-sakserne tilbage  i Rumænien. Antallet bosatte tyskere i Rumænien er i dag 60.000, men det inkluderer også andet tysktalende grupper.  